# كأس أوكرانيا 2008–09
كأس أوكرانيا 2008–09 (بالأوكرانية: Кубок України з футболу 2008—2009)‏ هو الموسم 18 من كأس أوكرانيا. أقيم خلال الفترة 16 يوليو 2008 وحتى 31 مايو 2009، وكان عدد الأندية المشاركة فيه 62، وفاز فيه نادي فورسكلا بولتافا.